# Turmada maravilha
Turmada maravilha is een vlinder uit de familie van de dikkopjes (Hesperiidae). De wetenschappelijke naam van de soort is voor het eerst geldig gepubliceerd in 1902 door Foetterle. Deze naam wordt wel beschouwd als een synoniem van Turmada camposa (Plötz, 1886).